# Eggenberger Motorsport

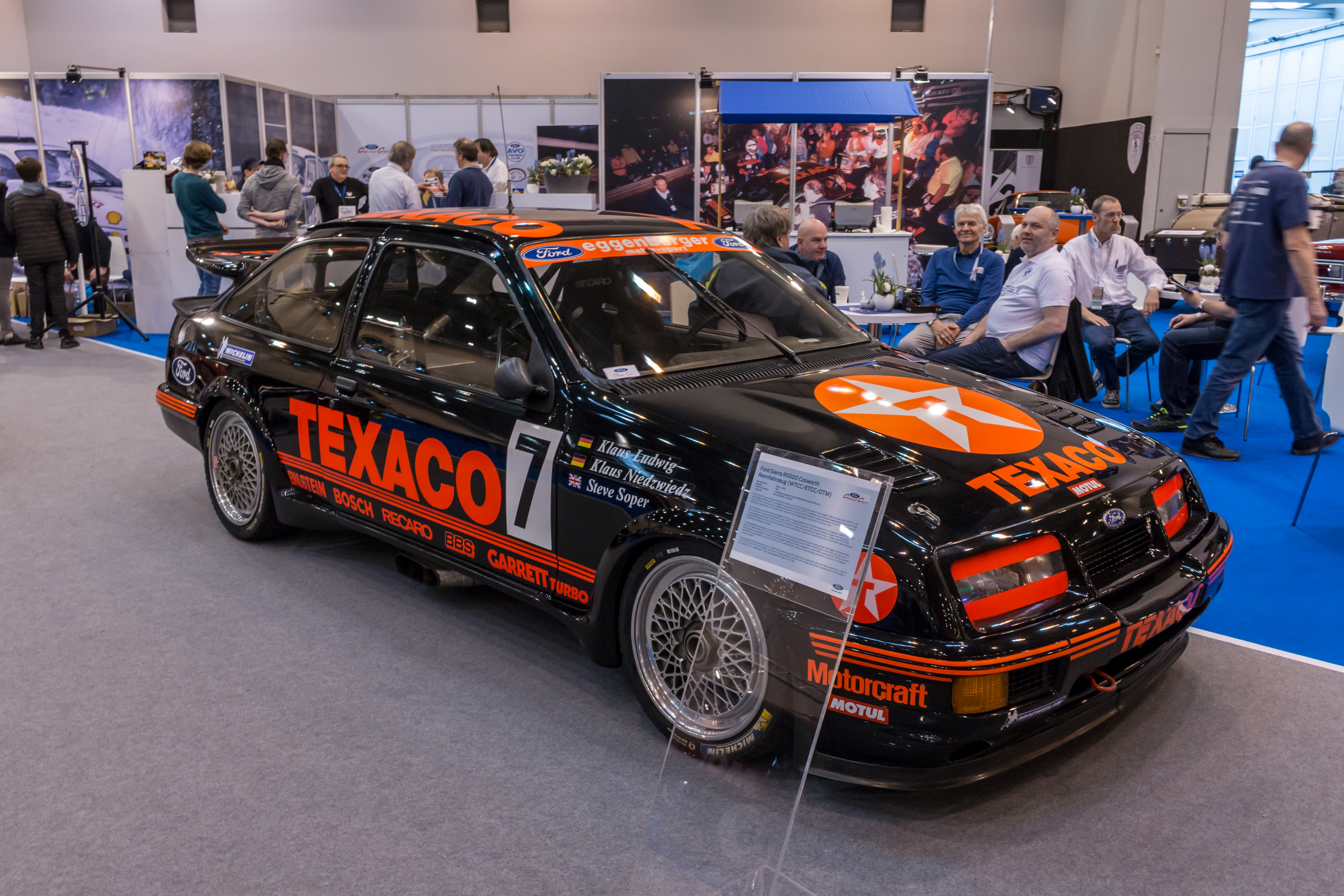
Ford Sierra Cosworth vincitrice della 24 ore del Nurburing

La Eggenberger Motorsport è stata una scuderia automobilistica svizzera fondata da Rudi Eggenberger e impegnata nel campionato europeo turismo durante gli anni '80 e 90 e fallita nell'ottobre 2005.

## Storia

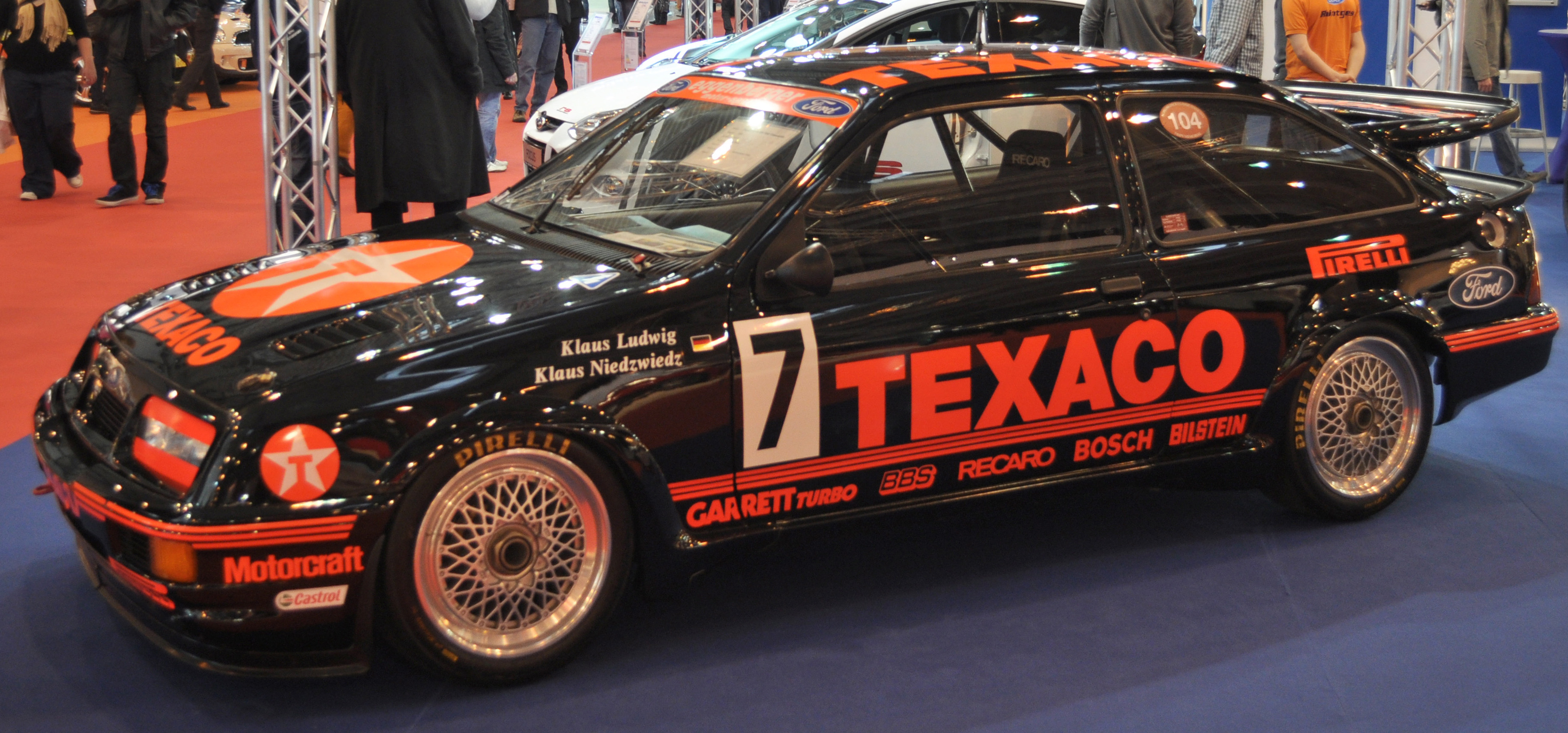
Ford Sierra RS500 di Klaus Ludwig e Klaus Niedzwiedz

Il primo successo arrivò vincendo la 6 ore di Kyalami, in Sud Africa, con i piloti Helmut Kelleners ed Eddie Keizan.
Nel 1982, la Eggenberger Motorsport vinse l'European Touring Car Championship (ETCC) con i piloti Umberto Grano e Helmut Kelleners alla guida di una BMW 528i, prendendovi parte anche nel 1983 e nel 1984 con una BMW 635CSi. Nel 1985 Eggenberger Motorsport divenne il team ufficiale Volvo, vincendo ETCC con Gianfranco Brancatelli e Thomas Lindström alla guida di una Volvo 240 Turbo.
Nel 1986 la Eggenberger Motorsport divenne il team ufficiale Ford, correndo con una Ford Sierra XR4Ti. Nel 1987 il team prese parte al campionato mondiale turismo con Ford Sierra RS500 Cosworth; nello stesso anno i piloti Klaus Ludwig e Klaus Niedzwiedz vinsero il titolo, ma vennero penalizzati di un punto, essendo stati squalificati alla Bathurst 1000 per irregolarità occorse alla vettura, vincendo comunque il titolo a squadre. Nel 1988 la squadra tornò a correre nell'ETCC. Nel 1989 la squadra vinse la 24 Ore di Spa con Gianfranco Brancatelli, Bernd Schneider e Win Percy. Tra il 1980 e il 1988 Eggenberger vinse cinque volte il campionato europeo turismo. Nel 1987 Klaus Ludwig, Steve Soper e Klaus Niedzwiedz ottennero la vittoria alla 24 ore al Nürburgring con una Ford Sierra Cosworth.
La Eggenberger allesti due RS500 per il team australiano Allan Moffat Racing nel biennio 1988/89 e Ruedi Eggenberger insieme a Klaus Niedźwiedź si unirono al team, correndovi nella Bathurst 1000 nel 1988, 1989, 1990 e 1992. I piloti Eggenberger Pierre Dieudonné e Frank Biela hanno guidato ciascuno per Moffat in due occasioni.
Nel 1994 la Eggenberger Motorsport iscrisse una coppia di Ford Mondeo con i piloti Bruno Eichmann e Thierry Boutsen nella Super Tourenwagen Cup. Nella stagione 1995 le auto vennero guidate da Roland Asch e Johnny Hauser.
Nel 1984 il team Eggenberger entrò nel campionato tedesco turismo. In 49 gare, il team svizzero ottenne quattro vittorie, due pole position e tre giri veloci. Nel 1996 vinse il campionato europeo rallycross con Walter Schmid su una Ford Sierra.